# Dorcadion nitidum
Dorcadion nitidum är en skalbaggsart som beskrevs av Victor Ivanovitsch Motschulsky 1838. Dorcadion nitidum ingår i släktet Dorcadion och familjen långhorningar. Inga underarter finns listade i Catalogue of Life.